# Hector Sévin
Hector Sévin (22 de março de 1852 - 4 de maio de 1916) foi um cardeal da Igreja Católica Romana e foi ex- arcebispo de Lyon .
Hector Sévin nasceu em Simandre , na França . Ele foi educado no Seminário de Belley e recebeu o diaconado em 22 de maio de 1875.

## Sacerdócio
Ele foi ordenado em 7 de junho de 1876. Ele serviu como subdiretor do instituto para surdos e mudos em Bourg de 1875 até 1876, em seguida, como professor de teologia dogmática , escrituras e história eclesiástica no Seminário de Belley de 1876 até 1889 e foi o seu reitor de 1889 a 1891. Foi o vigário geral da diocese de Belley em 1904.

## Episcopado
Ele foi apontado como bispo de Châlons em 11 de Fevereiro 1908 pelo Papa Pio X . Ele foi consagrado em 5 de abril de 1908 na catedral de Belley, por Louis Luçon , Cardeal Arcebispo de Reims . Ele foi promovido a metropolitana de Lyon em 2 de dezembro de 1912.

## Cardinalizado
Ele foi criado Cardeal-Sacerdote da SS. Trinità al Monte Pincio no consistory 25 de maio de 1914 por Pio X . Ele participou do conclave de 1914 que elegeu o papa Bento XV . Ele morreu em 1916.